# St. Gertrud (Karsbach)

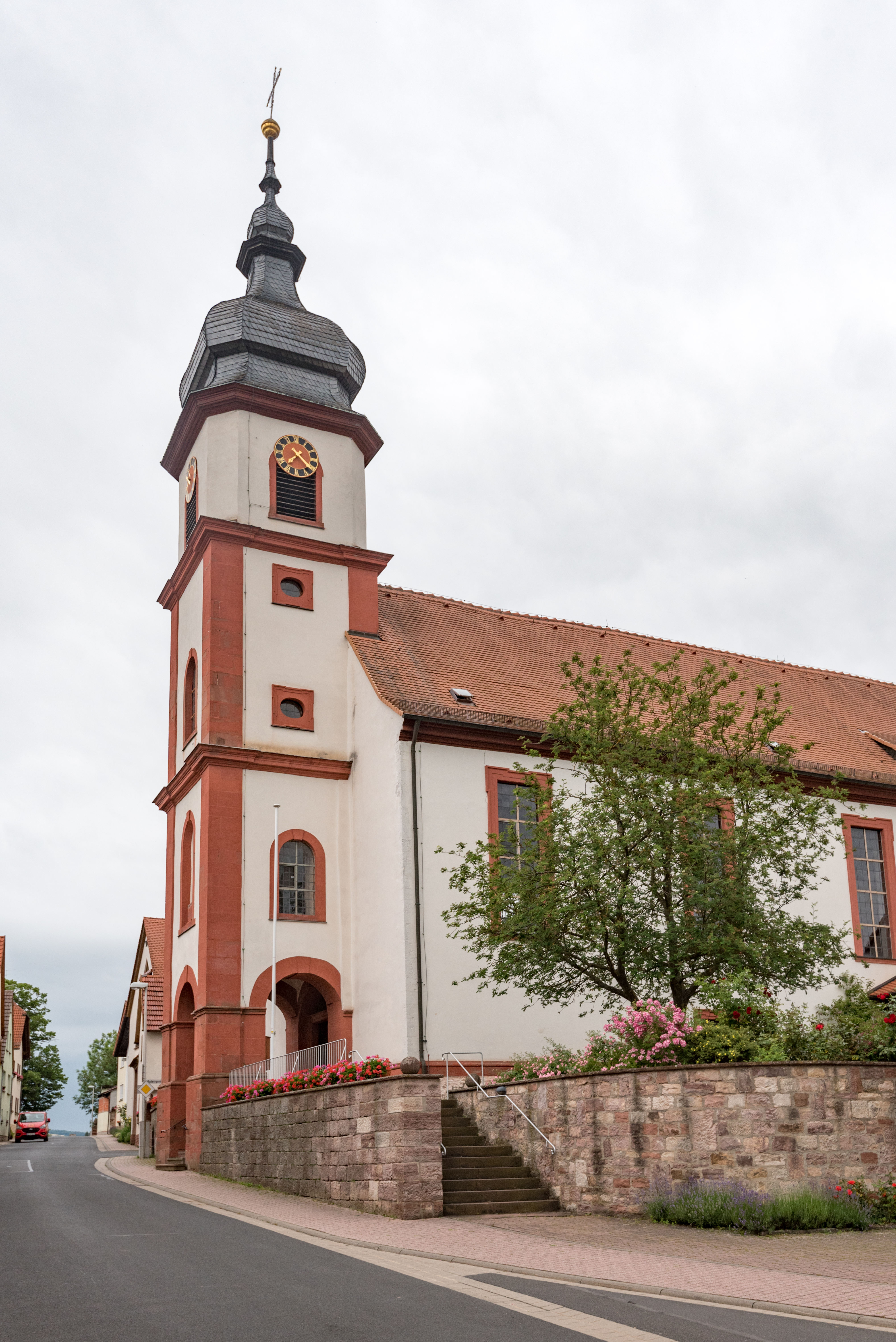
St. Gertrud (Karsbach)

Die römisch-katholische Pfarrkirche St. Gertrud steht in Karsbach, einer Gemeinde im unterfränkischen Landkreis Main-Spessart in Bayern. Das denkmalgeschützte Bauwerk entstand im ersten Viertel des 18. Jahrhunderts. Die Pfarrei gehört zur Pfarreiengemeinschaft Unter der Homburg (Gössenheim) im Dekanat Karlstadt des Bistums Würzburg.

## Beschreibung
Der Rohbau der barocken Saalkirche, die nach dem Brand des 1612 gebauten Vorgängers entstanden ist, wurde 1726 vollendet, diese Jahreszahl ist im Schlussstein des Chorbogens eingemeißelt. Die Saalkirche besteht aus einem mit einem Satteldach bedeckten Langhaus und einem eingezogenen Chor mit dreiseitigem Abschluss im Osten. Der Stelzenturm im Westen, der durch Gesimse in vier Geschosse unterschiedlicher Höhe gegliedert ist, wurde erst 1785 gebaut. Er wurde mit einer schiefergedeckten Welschen Haube bedeckt. Sein oberstes Geschoss mit abgeschrägten Ecken beherbergt die Turmuhr und den Glockenstuhl. 
Der Innenraum wurde 1882 neuromanisch gestaltet. Die historischen Wand- und Deckenmalereien wurden 1934 entfernt. Die Orgel auf der Empore an der Schmalseite des Langhauses gegenüber dem Altar hat 18 Register, zwei Manuale und ein Pedal. Sie wurde 2007 von Franz Heißler errichtet.